# Verkkosaari (Helsinki)
Verkkosaari (suédois : Nätholmen) est une zone résidentielle de la section Kalasatama d'Helsinki en Finlande.

## Description
Les zones voisines sont Hermanninmäki, Suvilahti, Hermanninranta, Kulosaari et Sörnäistenniemi.

## Transports
La station de métro Kalasatama se trouve à proximité immédiate de Verkkosaari.
La ligne 13 du tramway d'Helsinki (Kalasatama–Pasila) traverse Verkkosaari le long de la route côtière d'Hermanni jusqu'à la gare de Pasila.
À l'avenir, la zone sera également desservie par le réseau de pistes cyclables d'Helsinki : la transversale Itäbaana mènera de Kalasatama le long de la rue Teollisuuskatu à Pasila, tandis que la Baana nord-sud mènera le long de la rue Capellan puistotie et de la route côtière d'Hermanni jusqu'à Arabianranta,.

## Galerie

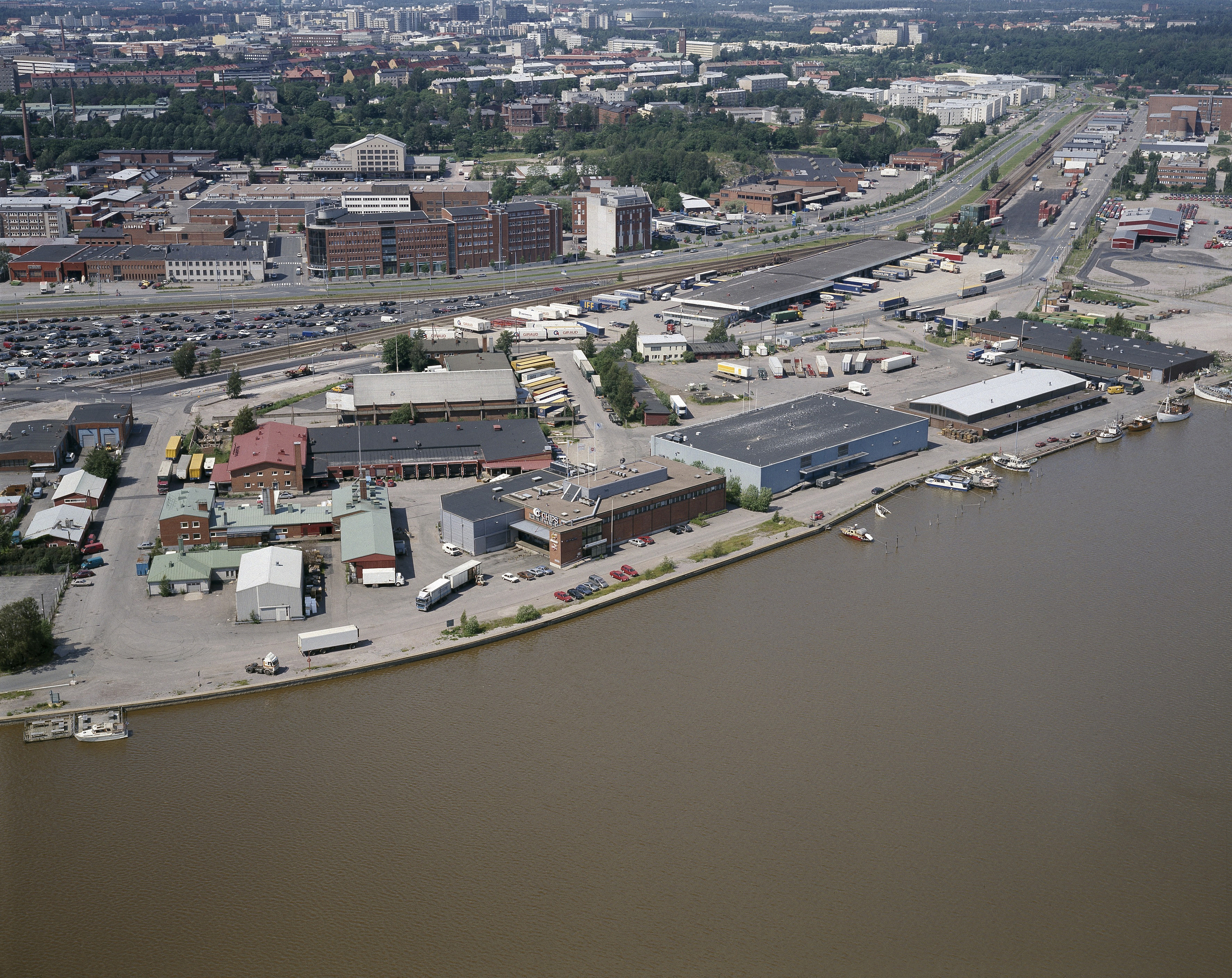
Zone industrielle de Verkkosaari en 1998.
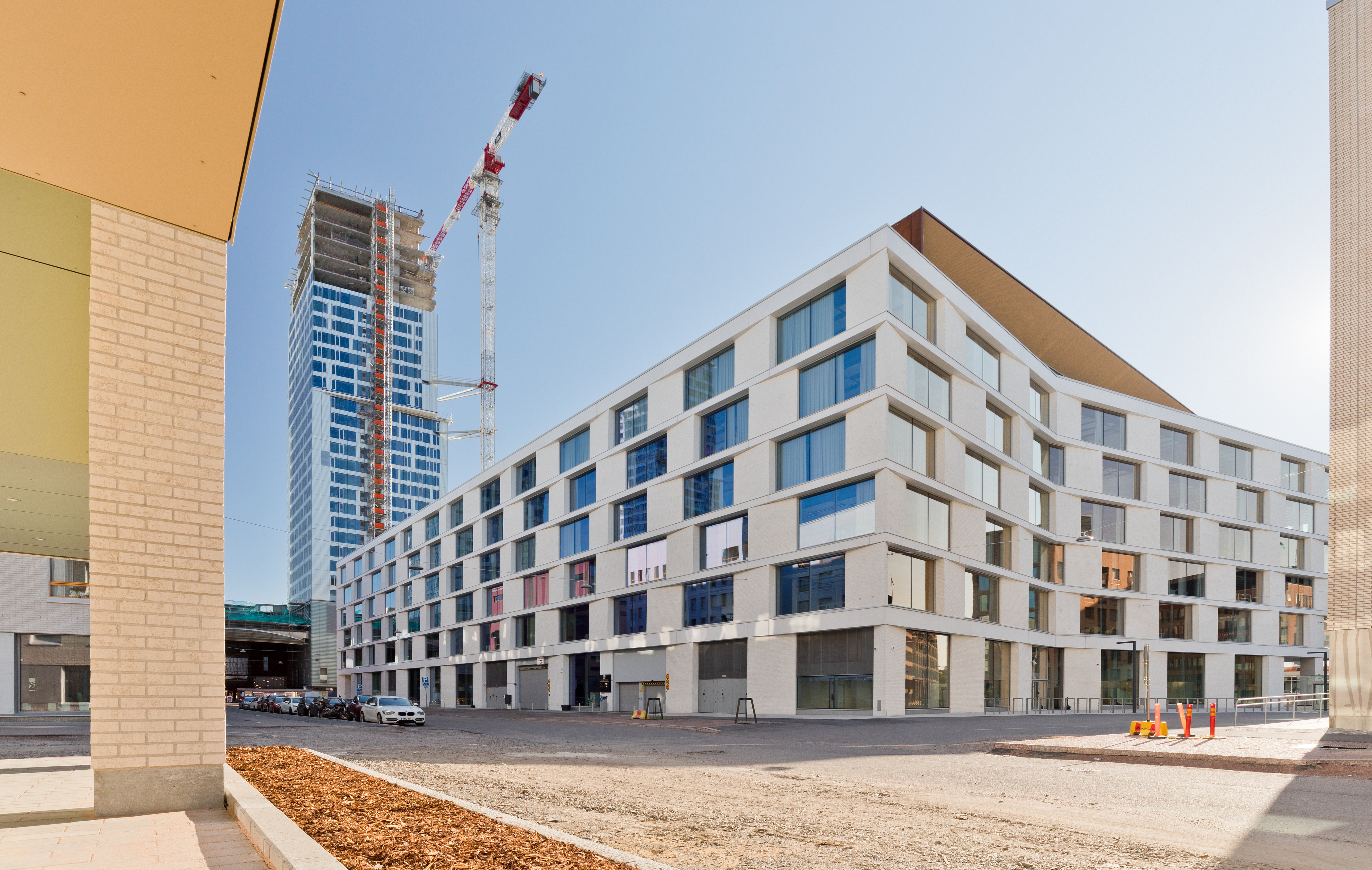
K-Kampus rue Kalasatamankatu en 2021.
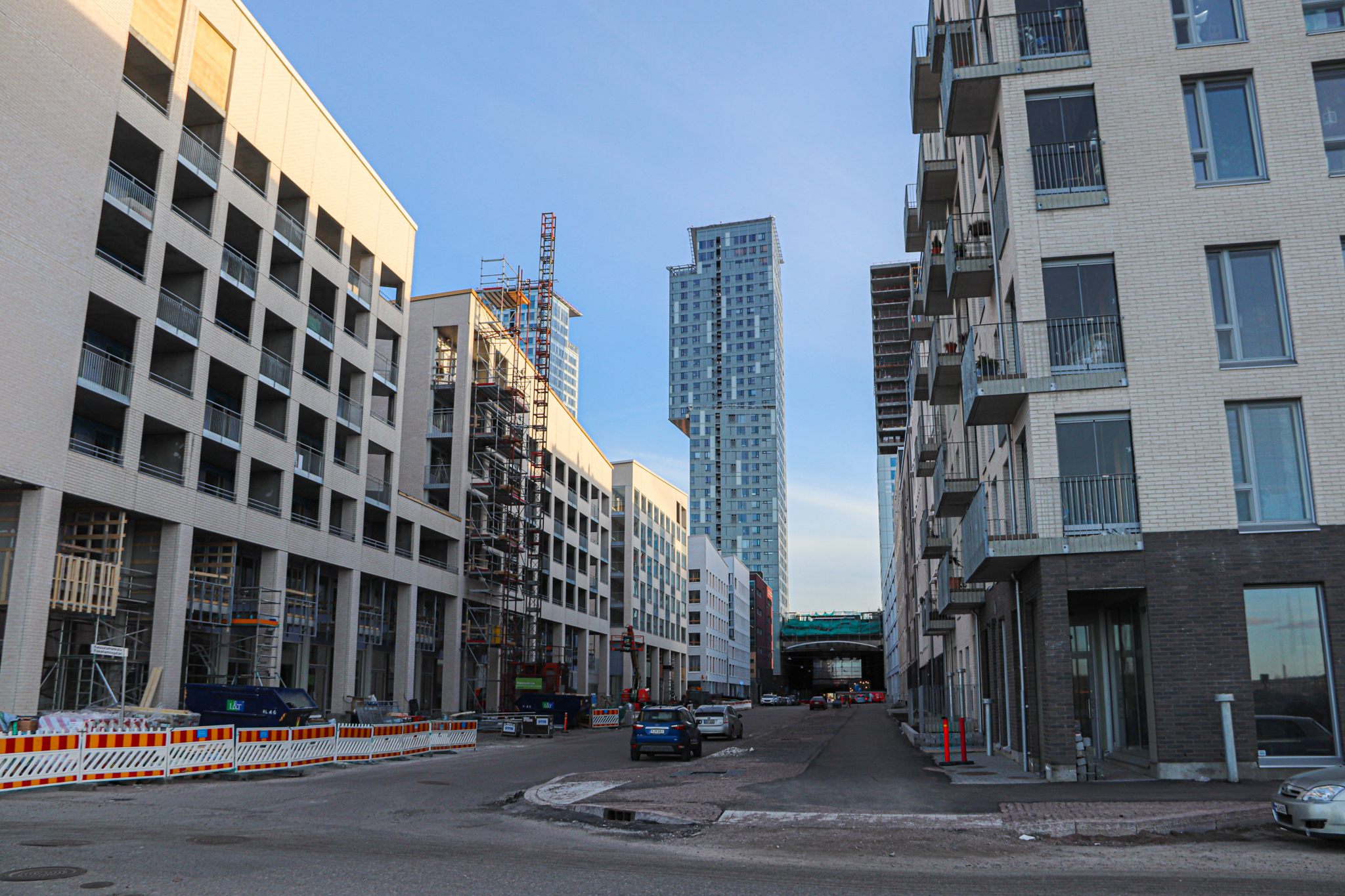
Kalasatamankatu. Au fond, le centre de Kalasatama et la tour Majakka.
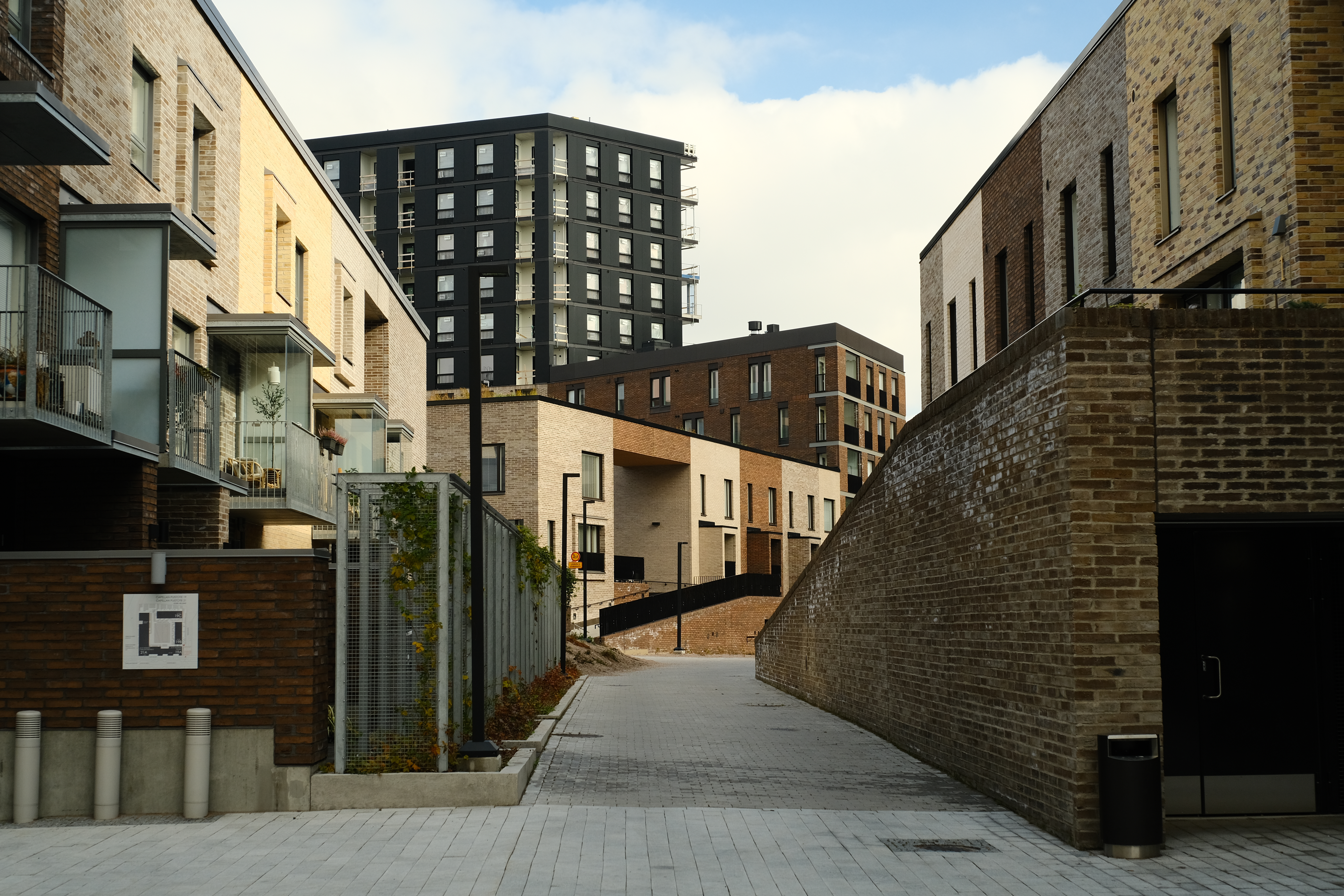
Bâtiments résidentiels de la rue Capellan puistotie.